# أبالثيسكيتا
بلدية أبالثيسكيتا (بالإسبانية: Abalcisqueta) هي بلدية تقع في مقاطعة غيبوثكوا التابعة لمنطقة إقليم الباسك شمال إسبانيا.

## الديموغرافيا
يبلغ عدد سكان بلدية أبالثيسكيتا 321 نسمة عام 2011 (وفقاً للمعهد الوطني للإحصاء الإسباني).
| 259 | 262 | 283 | 284 | 304 | 316 | 321 |